# Manifestations de juin 2025 à Los Angeles
Le 6 juin 2025, une série de manifestations éclatent à Los Angeles en réaction à des raids menés par l'Immigration and Customs Enforcement (ICE) avec le soutien du FBI qui conduisent à l'arrestation de 118 personnes suspectées de violations du droit de l'immigration. Les manifestations ont lieu dans plusieurs quartiers de Los Angeles, notamment le Fashion District, Westlake et South Los Angeles.
À la suite des affrontements entre manifestants et forces de l'ordre, le président Donald Trump déploie successivement 2 000 membres de la Garde nationale le 7 juin, puis 2 000 membres supplémentaires de la Garde nationale et 700 Marines le 9 juin, ce qui constitue le premier déploiement de soldats en service actif à Los Angeles depuis les émeutes de 1992. Cette militarisation est vivement contestée par le gouverneur californien Gavin Newsom, qui engage des poursuites contre le gouvernement fédéral.
Les manifestations sont marquées par des incidents violents, des pillages et le ciblage symbolique de véhicules autonomes Waymo. Elles s'étendent rapidement à d'autres villes américaines comme San Francisco, Minneapolis, Chicago, Dallas, Austin et New York.

## Contexte
Los Angeles a une longue tradition de manifestations liées aux injustices raciales. La ville est notamment le théâtre des émeutes de Watts en 1965, des East L.A. walkouts (en) en 1968 (grève de 15 000 élèves chicanos pour l'égalité des chances en matière d'éducation), des émeutes de 1992 à la suite de l'acquittement des policiers ayant agressé Rodney King, et des manifestations de 2020 après la mort de George Floyd.
En mai 2025, l'administration Trump introduit le One Big Beautiful Bill Act, qui prévoit 150 milliards de dollars supplémentaires pour renforcer la lutte contre l'immigration irrégulière, et Stephen Miller exige un objectif de 3 000 arrestations quotidiennes d'immigrés en situation irrégulière lors d'une réunion avec la direction de l'Immigration and Customs Enforcement.
Durant la semaine du 2 juin 2025, des opérations d'envergure menées par l'ICE à Los Angeles avec le soutien du FBI conduisent à l'arrestation de 118 personnes suspectées de violations du droit de l'immigration.
Le 6 juin, des opérations ont lieu dans le Fashion District de Los Angeles (qui est un quartier à forte population latino), à Westlake et dans South Los Angeles. Des personnes sont arrêtées sur leur lieu de travail par des agents fédéraux armés, parfois équipés de véhicules blindés. Plus de 40 immigrés sans-papiers sont arrêtés ce jour-là. David Huerta, président de l'Union internationale des employés des services de Californie, est arrêté pour avoir prétendument entravé l'accès des agents fédéraux à un chantier,.

## Déroulement

### 6 juin
En réaction aux arrestations, des manifestations éclatent à Los Angeles,. Les manifestants scandent « Libérez-les tous » et portent des pancartes réclamant l'arrêt des déportations.
Des affrontements entre manifestants et forces de l'ordre se déroulent notamment dans le centre-ville de Los Angeles et à Paramount. Les autorités font usage de gaz lacrymogènes et de grenades assourdissantes tandis que des manifestants prennent à partie les agents fédéraux en leur jetant des objets dessus et en tentant d'empêcher le départ d'un autocar.

### 7 juin
Le 7 juin, Trump signe un mémorandum présidentiel déployant 2 000 gardes nationaux pour disperser les manifestations, invoquant le Titre 10 du Code des États-Unis qui permet au président de mobiliser la Garde nationale sans autorisation préalable du gouverneur, en cas de « rébellion contre l'autorité du gouvernement des États-Unis »,,. Environ 300 soldats de la 79e Brigade d'infanterie de la Garde nationale de Californie sont déployés sur trois sites de la région pour assurer la protection du personnel et des biens fédéraux.
Le gouverneur de Californie Gavin Newsom qualifie le déploiement de troupes de « délibérément inflammatoire » et « illégal ». Il demande le retrait des troupes et déploie des officiers de la California Highway Patrol pour « maintenir la paix ». La maire de Los Angeles Karen Bass condamne également ces opérations. L'Union américaine pour les libertés civiles dénonce une « déclaration de guerre à tous les Californiens ».
Cette décision constitue la première utilisation fédérale de la Garde nationale d'un État sans requête du gouverneur depuis 1965, lorsque Lyndon B. Johnson avait déployé des troupes en Alabama pour protéger la marche des droits civiques de Selma à Montgomery. De plus, la Garde nationale n'a été déployée à Los Angeles que lors de troubles civils majeurs comme les émeutes de 1992 ou les manifestations de 2020 consécutives au meurtre de George Floyd.

### 8 juin
Le 8 juin, plusieurs milliers de personnes se rassemblent dans le centre-ville de Los Angeles pour manifester. Les manifestants se rassemblent d'abord devant la mairie puis se dirigent vers le Metropolitan Detention Center où sont détenus des migrants arrêtés lors des raids.
Des tensions éclatent lorsqu'une camionnette de l'ICE transportant de nouveaux détenus tente de traverser la foule, ce qui provoque une intervention de la police locale avec gaz lacrymogènes et balles en caoutchouc. Le Los Angeles Sheriff Department déploie plus de 100 agents.
Les manifestants bloquent l'autoroute 101 pendant plusieurs heures et, en soirée, les affrontements se durcissent avec l'incendie de plusieurs véhicules. Des pillages ont également lieu.
La police de Los Angeles déclare le centre-ville « zone de rassemblement illégal » et ferme l'accès à plusieurs secteurs du centre-ville à 23 h 15, après avoir procédé à 56 arrestations sur l'ensemble du week-end.

### 9 juin
Le 9 juin, les manifestations sont largement pacifiques, mais la soirée est marquée par des actes de vandalisme, notamment des jets de pierres depuis des ponts d'autoroute et l'incendie de véhicules autonomes. D'après The Nation, les violences sont principalement initiées par les forces de l'ordre qui utilisent massivement grenades assourdissantes et balles en caoutchouc contre des manifestants. La manifestation se disperse en fin de soirée après le pillage d'un magasin Nike.
L'administration Trump annonce l'arrivée de 2 000 membres de la Garde nationale supplémentaires et de 700 Marines pour le maintien de l'ordre,. Ces derniers sont issus du 2e bataillon du 7e régiment de Marines, une unité d'élite qui n'est pas spécifiquement formée au contrôle de manifestations civiles. Les Marines et la Garde nationale sont mobilisés pour une durée de 60 jours.

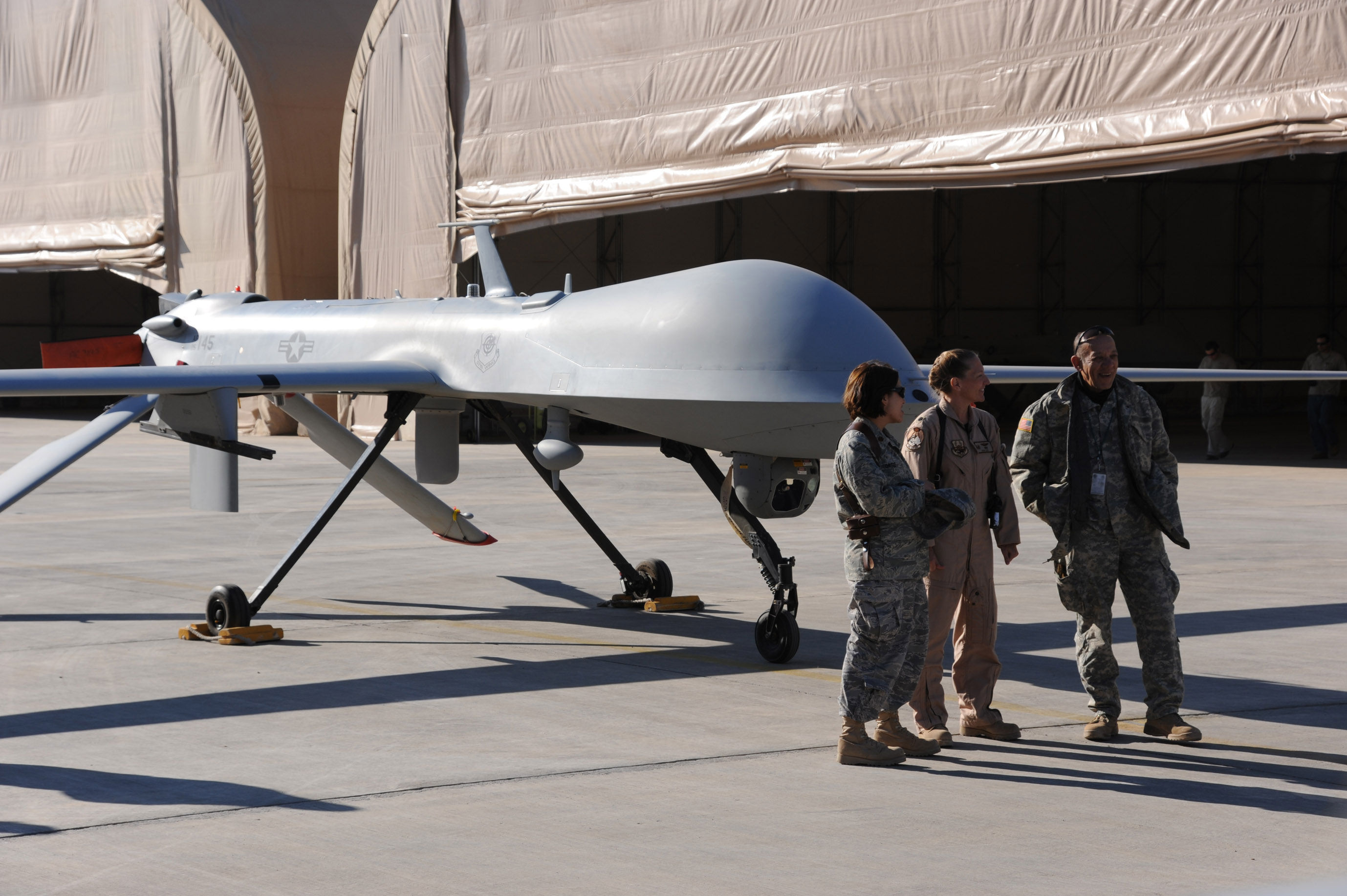
Modèle de drone Predator (ici en Irak), déployé pour surveiller les manifestations.

De même, le site d’informations 404 media révèle que des drones militaires Predator surveillent les manifestations contre la police de l’immigration à Los Angeles.
Cette escalade militaire, officiellement justifiée par la protection des agents fédéraux et des bâtiments gouvernementaux, constitue le premier déploiement de soldats en service actif à Los Angeles depuis les émeutes de 1992. Le coût du déploiement militaire s'élève à 134 millions de dollars selon le Pentagone.
Tom Homan (en), conseiller immigration de Trump, menace de faire arrêter le gouverneur s'il s'interpose dans la politique fédérale, ce qui est approuvé publiquement par le président.
En réaction, Newsom engage des poursuites contre le gouvernement fédéral pour « atteinte à la souveraineté de l'État », invoquant l'usage illégal d'une section du code fédéral réservée aux cas d'invasion ou de rébellion.
Pour Le Monde et L'Humanité, cette militarisation fait de la Californie l'épicentre de l'affrontement entre le pouvoir fédéral et les États démocrates sur la question migratoire,.

### 10 juin

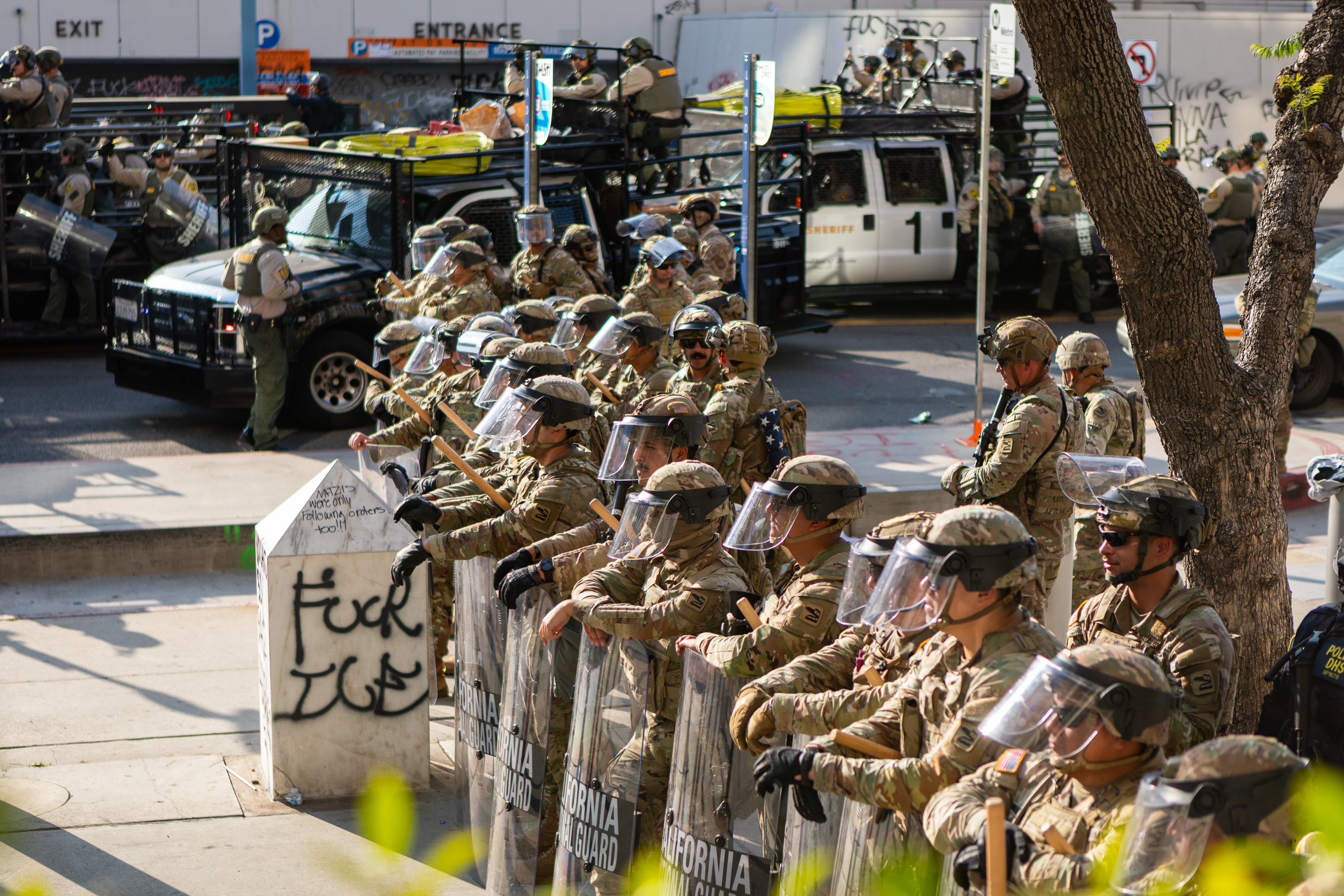
Soldats de la Garde nationale à Los Angeles le 12 juin 2025.

Le 10 juin, Karen Bass décrète un couvre-feu de 20 h à 6 h dans un périmètre d'un mile carré du centre-ville, invoquant le pillage de 23 commerces et des actes de vandalisme. Dans l'après-midi, 67 personnes sont arrêtées lors du blocage de la U.S. Route 101. La police procède à 197 arrestations au total, principalement pour refus de dispersion.
Le nombre de membres de la Garde nationale déployés à Los Angeles a atteint 2 100. Des gardes nationaux ont commencé à être vus accompagnant et protégeant des agents de l’ICE lors d’arrestations liées à l’immigration. Les 700 Marines qui avaient été mobilisés sont également arrivés dans le Grand Los Angeles.

### 11 juin
Le 11 juin, plus de 1 000 personnes manifestent pacifiquement malgré l'instauration d'un couvre-feu nocturne dans le centre-ville.

### 12 juin
Le 12 juin, lors d'une conférence de presse de la secrétaire à la Sécurité intérieure Kristi Noem lors de laquelle elle annonce l'intention de « libérer » la ville, le sénateur démocrate Alex Padilla est violemment expulsé de la salle par des agents fédéraux, plaqué au sol et menotté après avoir tenté de poser une question à Noem.
Un juge fédéral émet une ordonnance restrictive temporaire déclarant illégal le déploiement de la Garde nationale et ordonnant à Trump de rendre le contrôle des troupes à la Californie, estimant que cette mesure viole le dixième amendement. Le gouvernement fédéral fait immédiatement appel de cette décision devant la Cour d'appel pour le neuvième circuit.

### 13 juin
Le 13 juin, les manifestations se poursuivent pour le huitième jour consécutif. Les Marines procèdent à leur première détention d'un civil. Cette détention militaire d'un citoyen américain sur le sol national constitue un événement exceptionnel dans l'histoire récente des États-Unis. Environ 200 Marines sont affectés à la protection du bâtiment fédéral de Wilshire.

### 14 juin
Le 14 juin, des dizaines de milliers de manifestants participent aux manifestations « No Kings Day » dans le comté de Los Angeles, un mouvement contestataire dénonçant Trump comme étant un monarque en devenir qui violerait les normes démocratiques. Ces manifestations, organisées le jour de l'anniversaire de Trump coïncidant avec une parade militaire à Washington célébrant le 250e anniversaire de l'armée américaine, visent principalement à protester contre les opérations d'arrestation d'immigrés menées depuis le 6 juin.
La plus importante manifestation rassemble environ 30 000 personnes dans le centre-ville de Los Angeles, tandis que des dizaines d'autres rassemblements ont lieu dans différents quartiers de la région. Bien que la manifestation principale se soit déroulée pacifiquement en début de journée, les tensions culminent dans l'après-midi devant le bâtiment fédéral du centre-ville, où plusieurs centaines de manifestants encerclent des Marines en faction, ce qui conduit la police de Los Angeles à utiliser des balles en caoutchouc, des gaz lacrymogènes et à déployer des policiers à cheval armés de matraques pour disperser la foule,,.
Plusieurs manifestants sont blessés, dont un homme de 27 ans touché à la tête par un tir d'arme anti-émeute nécessitant son hospitalisation, et une femme de 23 ans, hospitalisée avec une fracture de l'avant-bras après avoir été touchée par un projectile alors qu'elle quittait pacifiquement les lieux. Trois policiers sont également blessés.
À Riverside, un SUV fonce sur les manifestants vers 21h10 sur University Avenue. Le véhicule percute et blesse grièvement une femme de 21 ans, qui se retrouve avec de lourdes blessures (fracture du crâne, côte cassée, poumon perforé, jambe brisée). Des vidéos montrent que des manifestants s'étaient rassemblés autour du véhicule arrêté et avaient endommagé un feu arrière avant que le conducteur n'accélère et ne prenne la fuite. La police de Riverside qualifie l'incident d'agression avec arme mortelle.
Du 6 au 14 juin, les événements donnent lieu à 500 arrestations dans la région de Los Angeles. 35 arrestations ont lieu le 14 juin pour violation du couvre-feu.

### 17 juin
Le 17 juin, la maire Karen Bass lève le couvre-feu nocturne imposé au centre-ville de Los Angeles une semaine plus tôt, suivant l'apaisement des manifestations,. Le procureur du comté de Los Angeles Nathan Hochman annonce que 30 personnes sont inculpées pour diverses infractions liées aux manifestations, tandis que le bureau du procureur fédéral engage 20 poursuites supplémentaires.

### 19 juin
Le 19 juin, la cour d'appel fédérale de San Francisco valide à l'unanimité le déploiement de 4 000 membres de la Garde nationale à Los Angeles pour une durée de 60 jours. Le gouverneur Newsom annonce contester ce jugement en justice.

### 20 juin
Le 20 juin, des opérations d'arrestation d'immigrés clandestins menées par des agents fédéraux dans les villes de Bell et Maywood, dans le comté de Los Angeles, déclenchent des manifestations. À Bell, l'interpellation de trois personnes provoque un rassemblement de résidents sur Atlantic Avenue. Les manifestants accusent les agents masqués et en tenue de camouflage de ne pas s'identifier et de conduire des véhicules banalisés. Des affrontements éclatent lorsque des véhicules fédéraux tentent de traverser la foule, ce qui mène à des affrontements lors desquels des manifestants endommagent les véhicules. À Maywood, les agents utilisent des gaz lacrymogènes et des grenades assourdissantes contre les manifestants qui filment leurs actions.

## Extension géographique
Le 9 juin, des manifestations gagnent également d'autres villes comme San Francisco, où 60 personnes sont arrêtées, mais aussi Minneapolis et Chicago. Le 10 juin, les manifestations s'étendent à d'autres villes, notamment Dallas, Austin, New York et Atlanta.
Face à ces manifestations, le Texas déploie préventivement sa Garde nationale le 11 juin.

## Symboles

Drapeau du Mexique, devenu de fait l'un des principaux symboles du mouvement.

Durant les manifestations, de nombreux protestaires ont brandi à la fois le drapeau des États-Unis et des drapeaux de différents pays et communautés latino-américaines, ou des hybridations entre les deux, en signe de solidarité avec les migrants de ces pays.
Parmi eux, le drapeau du Mexique fait l'objet d'une attention accrue, à la fois en raison d'une tradition de l'arborer dans les mouvements sociaux californiens tels que la marche de César Chávez en 1970 et les manifestations contre la Proposition 187 (en) en 1994, ; du poids démographique des citoyens américains d'origine mexicaine en Californie, — 3,4 des 10 millions d'habitants du comté de Los Angeles sont d'origine mexicaine —et via une démarche volontaire des détracteurs du mouvement de se concentrer sur ce drapeau qui est l'un des plus susceptibles de donner aux sympathisants trumpistes l'impression d'un mouvement contrôlé depuis l'étranger,,. Trump lui-même justifie le déploiement militaire à Los Angeles par la présence d'« émeutiers portant des drapeaux étrangers dans le but de mener une invasion étrangère ».
Pour les jeunes manifestants, souvent citoyens américains de deuxième ou troisième génération, porter ce drapeau constitue également un geste de solidarité envers leurs parents et leurs origines.
Le drapeau du Mexique est donc devenu de facto l'un des principaux symboles du mouvement,,.

## Liberté de la presse
Reporters sans frontières recense au moins 31 attaques contre des journalistes entre le 6 et le 11 juin, dont 27 impliquant les forces de l'ordre et quatre impliquant des manifestants,. Au 16 juin, le Los Angeles Press Club dénombre plus d'une trentaine d'incidents opposant la police à des journalistes.
Le 8 juin, un photojournaliste britannique est blessé par un projectile non-létal tiré par les forces de l'ordre. Le 9 juin, une équipe de CNN est interpellée par la police de Los Angeles et escortée hors de la zone de manifestation, les agents menaçant l'équipe d'arrestation si elle revenait sur les lieux. Le même jour, un photographe du New York Post et une journaliste australienne de Nine News (en) sont blessés par des tirs de balles en caoutchouc des forces de l'ordre.
La police de Los Angeles annonce le 11 juin qu'une enquête serait menée sur les accusations d'usage excessif de la force contre les journalistes,.
Le 16 juin, le Los Angeles Press Club et le site d'investigation Status Coup déposent une plainte fédérale contre la ville de Los Angeles et le chef de la police, accusant les officiers de violer systématiquement les droits des journalistes.

## Ciblage des véhicules autonomes par les manifestants

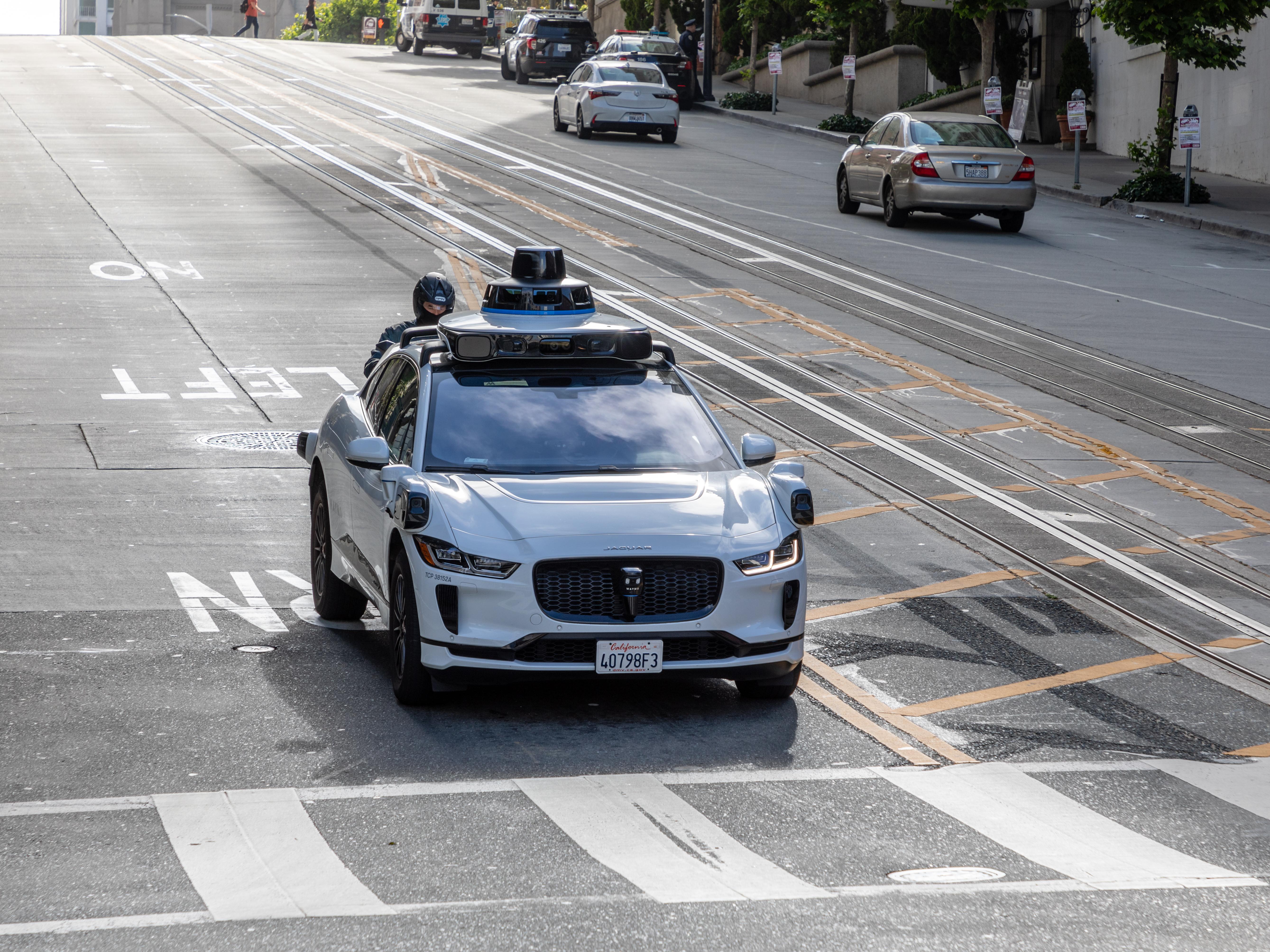
Une Waymo autonome dans les rues de San Francisco (2022).

En marge des manifestations, plusieurs taxis autonomes de la société Waymo sont vandalisés puis incendiés par des manifestants dans le centre-ville de Los Angeles. L'entreprise suspend rapidement ses services dans la zone concernée ainsi que dans plusieurs quartiers de San Francisco par mesure de précaution,.
Selon plusieurs médias américains, ces véhicules sont délibérément ciblés pour protester symboliquement contre les liens entre l'industrie technologique et l'administration Trump, et en raison de leurs caméras et capteurs, les manifestants craignant une collaboration de l'entreprise avec les forces de l'ordre dans le cadre de la surveillance policière,.

## Désinformation
Des fausses informations cherchent à établir des liens entre les manifestants et les gouvernements socialistes ou communistes d'Amérique latine en reprenant des narratifs similaires à ceux diffusés lors des manifestations de 2020 après le meurtre de George Floyd. Des images truquées circulent, notamment une photo manipulée montrant la maire de Los Angeles Karen Bass aux côtés de Fidel Castro. La secrétaire à la Sécurité intérieure Kristi Noem accuse à tort la présidente mexicaine Claudia Sheinbaum d'encourager les « manifestations violentes », ce que cette dernière dément. Selon Darren Linvill, professeur à l'université de Clemson et co-directeur du Media Forensics Hub, les faux comptes en espagnol sont plus répandus que ceux en anglais sur les réseaux sociaux, ces derniers étant moins efficaces pour identifier et supprimer les contenus dans d'autres langues que l'anglais.